# André Franquin

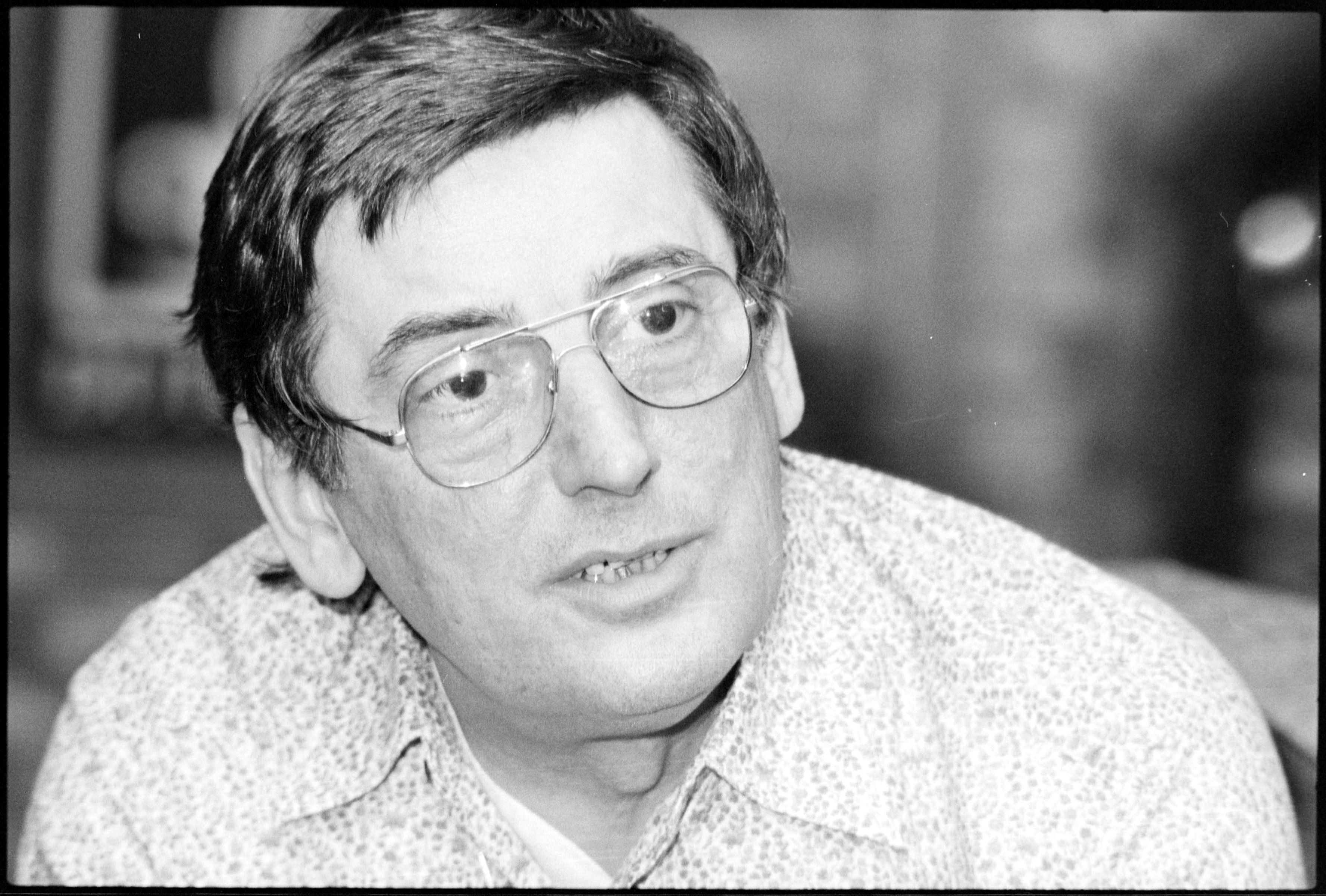
André Franquin (1979)

André Franquin [ɑ̃nˈdʁe fʁɒŋˈkɛ̃] (* 3. Januar 1924 in Etterbeek, Brüssel; † 5. Januar 1997 in Nizza) war ein frankophoner belgischer Comiczeichner und -autor. Bekannt wurde er durch Serien wie Spirou und Fantasio, Mausi und Paul, Gaston und Schwarze Gedanken sowie als Schöpfer des Marsupilamis. André Franquin gilt neben Hergé als der wichtigste stilprägende Comiczeichner Europas und neben Hergé und René Goscinny als einer der erfolgreichsten Vertreter des Frankobelgischen Comics. Sein ausdrucksvoller Zeichenstil ist geprägt durch schwungvolle Linien, lebendige Figuren und Detailreichtum. Der Humor trägt oft anarchische Züge.

## Leben und Werk

### Ausbildung
Nach einer einjährigen Ausbildung an der Ecole Saint-Luc in Saint-Gilles arbeitete Franquin als Trickfilmzeichner im Studio CBA (Compagnie belge d’actualités). Bei dieser Arbeit lernte er die späteren Comiczeichner-Kollegen Morris, Peyo und Eddy Paape kennen. Ab 1946 arbeitete er für den Verlag Dupuis, der das Comicmagazin Spirou herausgab. Franquin gestaltete zunächst Karikaturen und Titelbilder für das Dupuis-Magazin Le Moustique und fand in Jijé (Joseph Gillain), dem damals wichtigsten Zeichner des Verlags, einen väterlichen Freund, der ihn unter die Fittiche nahm.

### Spirou und Fantasio
Schon bald übernahm Franquin die Titelserie des Journal de Spirou. Diese war 1938 von Rob-Vel (Robert Velter) geschaffen und kurzzeitig 1940 sowie ab 1943 von Jijé weitergeführt worden, der die Figur Fantasio hinzufügte. Unter Franquin entwickelte sich die Serie Spirou und Fantasio zu einem der großen Comic-Klassiker und erhielt ihr bis heute gültiges Gesicht: ähnelten seine frühen Episoden aus den 1940er Jahren noch recht stark denen seines Lehrmeisters Jijé, wagte sich Franquin ab 1950 an das Gestalten von albenlangen Abenteuern, die die beiden Hauptfiguren in einem wesentlich geschlosseneren Universum zeigten. Dort hatten sie es fortan mit einer Vielzahl von wiederkehrenden Nebencharakteren zu tun, darunter der verschrobene Graf von Rummelsdorf, der hinterhältige Zantafio, der größenwahnsinnige Zyklotrop und die emanzipierte Steffani.
Zu den beiden wichtigsten Figuren Franquins entwickelten sich das Fantasiewesen Marsupilami und der kreative Chaot Gaston Lagaffe, der Bürobote war und von Anfang an auch unabhängig von Spirou agierte, weshalb er bald eine eigene Serie von halb-, später ganzseitigen Gagstrips bekam, die mit dem Spirou-und-Fantasio-Universum schließlich nichts mehr zu tun hatte. Das Marsupilami hatte seinen ersten Auftritt in Spirou am 31. Januar 1952, Gaston debütierte am 28. Februar 1957.
1950 heiratete Franquin; die Ehe hielt bis zum Tod des Künstlers. Mit seiner Frau Liliane – karikiert in vielen Spirou-Abenteuern sowie einem Gaston-Gag – hatte er eine Tochter names Isabelle, die 1957 neun Tage vor dem Erstauftritt von Gaston geboren wurde.
Nach einem Streit mit dem Spirou-Verleger Dupuis verpflichtete sich Franquin, eine Serie für das Konkurrenz-Magazin Tintin zu zeichnen. Von 1955 bis 1959 entstanden so die Einseiter um Mausi und Paul (Modeste et Pompon), die neben ihrer Komik heute vor allem wegen ihrer ausgefeilten 1950er-Jahre-Ästhetik bekannt sind, von Kritik und Publikum jedoch weniger positiv aufgenommen wurden als seine anderen Serien. Immerhin war die Serie erfolgreich genug, um von anderen Zeichnern wie Dino Attanasio fortgeführt zu werden. Franquins Streit mit Dupuis war indessen bald beigelegt, und er stand in dem Dilemma, dass er nun bei zwei Verlagen unter Vertrag war.

### Gaston
Ab Ende 1957 erhielt Gaston, der bisher nur in Form von Einzelillustrationen erschienen war, einen eigenen Gag-Halbseiter im Heft. Einen Gastauftritt hatte Gaston in der Spirou-Geschichte La Foire aux gangster („Treffpunkt Rummelplatz“). Eine weitere, weniger bekannte Franquin-Kreation war Ende 1957 Der kleine Nicki (Le petit Noël; nicht zu verwechseln mit Der kleine Nick), der einige kürzere Solo-Abenteuer erlebte, in Marsupilami-Gags auftrat, und auch in Bilderbuchform erschien. Noël und der Elaoin erlebten erst 1986 ein weiteres Abenteuer. Zusammen mit Will schuf Franquin das Kinderbuch Pierres Frohe Ostern, dem der Kurz-Comic Frohe Ostern, mein kleiner Noël zugrunde lag.
Franquin hatte ab 1957 drei Serien zu betreuen, gestaltete das Titelblatt und illustrierte zusätzlich noch weitere Heftinhalte. Trotz der Unterstützung durch Assistenten, darunter Hintergrundzeichner Jidéhem und Texter Greg, erlitt er im Dezember 1961 einen Zusammenbruch. Franquin hatte eine schwere Depression, eine Gelbsucht kam noch hinzu. Erst 1963 konnte er die Arbeit am abgebrochenen Spirou-und-Fantasio-Abenteuer QRN ruft Bretzelburg fortsetzen. Es folgten noch zwei weitere Geschichten, die in ihrer Gagbezogenheit stark an Gaston erinnerten, bis Franquin die Serie 1968 schließlich ganz aufgab und mit dem 18. Album Die Goldmacher an Jean-Claude Fournier abtrat, um sich ganz Gaston widmen zu können. Zugleich trat er die Rechte für alle von ihm kreierten Figuren der Serie an den Verlag Dupuis ab. Die Rechte an den Figuren des Marsupilami und Gaston Lagaffe behielt er jedoch und führte beide Serien weiter. In dem Album Die Goldmacher zeichnete er noch einmal das Marsupilami, das letztmals in einer Spirou-Geschichte auftrat. Dies tat er aus zwei Gründen: zum einen, um Fournier seine Nachfolge zu erleichtern, zum anderen, weil er der Meinung war, dass Fournier bei seiner Konzeption den Charakter des Marsupilamis nicht hinreichend berücksichtigt hatte.
Das Antiheldentum Gastons nahm von Anfang an großen Einfluss auf den europäischen Comic, und so wurden seine Büro-Erlebnisse 1966 auf eine ganze Seite ausgeweitet. Schon in der Phase der Halbseiter hatte Franquin, ähnlich wie bei Spirou, der Titelfigur eine Fülle von Nebenfiguren zur Seite gestellt, darunter den cholerischen Geschäftsmann Bruchmüller (im Original Aimé De Mesmaeker), den heimtückischen Verkehrspolizisten Knüsel (Longtarin) und die innig in Gaston verliebte Sekretärin Fräulein Trudel (Mademoiselle Jeanne). Als Franquin Spirou 1968 abgab, ersetzte die Figur Demel (Léon Prunelle) Fantasio als Gastons Vorgesetzten, was die Serie zur endgültigen Unabhängigkeit von Spirou führte und dazu, dass Gaston stattdessen sein eigenes Serien-Universum bekam. Ohnehin war Franquin mit der Rolle Fantasios in Gaston nicht zufrieden, da dieser hier den „Straight Man“ zu Gastons komischen Auswüchsen gab, während es in den Spirou-Comics umgekehrt war und Spirou den ernsten und Fantasio den komischen Teil des Duos verkörperte. Insgesamt gesehen ist Gaston eine der persönlichsten Serien der Comicgeschichte, wobei ihr Schöpfer rückblickend in der Titelfigur ein Selbstporträt sah.
Auch wenn Gaston kein politischer Comic war, sprach Franquin darin ab den späten 1970er Jahren zunehmend auch weltpolitische und sozialkritische Themen an, auf die er seine Figuren Bezug nehmen ließ. So kritisierte er in einem speziell für Amnesty International gezeichneten Gaston-Strip Menschenrechtsverletzungen und Folter. Weiterhin betonte er in seinen Comics die Bedeutung des Umwelt-, Natur- und Tierschutzes, wofür sich die Figur des tiervernarrten Gaston ideal eignete. Auch entstanden einige Gaston-Strips, die das Busfahren bewarben. Für Greenpeace entstanden mehrere Strips, die Walfang kritisierten.
Von 1975 bis 1985 war Franquin an den Szenarios für die von Will (Willy Maltaite) gezeichnete Serie Isabella beteiligt.

### Schwarze Gedanken
Bei den Schwarzen Gedanken handelte es sich um kurze, einseitige Gags mit sehr schwarzem Humor. Noch immer von Depressionen geplagt, zeichnete Franquin ab 1977 die Reihe Schwarze Gedanken, die in der Magazinbeilage Trombone Illustré erschien. Die nur kurze Zeit erschienene, von Franquin mit Yvan Delporte produzierte Beilage trug wesentlich zur Entwicklung der modernen europäischen Comics für Erwachsene bei. Nach dem Ende der Trombone Illustré (Oktober 1977) erschienen die Schwarzen Gedanken bis Ende 1982 im Magazin Fluide Glacial. Die bitterbösen und zeitkritischen, im Vergleich zu seinen meisten anderen Werken wesentlich öfter surrealen, schwarz-weiß gehaltenen Gags gerieten zu einem Hauptwerk des Künstlers.

### 1978–1997
1978 entwickelte Franquin mit Delporte die Comic-Serie Arnest Ringard (Die Zwistigkeiten von Ernest Schüreisen und Maulwurf Ottokar). Gezeichnet wurde die Serie von (Frédéric) Jannin, die Texte stammten von Franquin.
1980 erhielt Franquin den Großen Preis der Schwedischen Akademie für Comic-Kunst. 1982 erreichten Franquins Alben die Zehn-Millionen-Grenze.

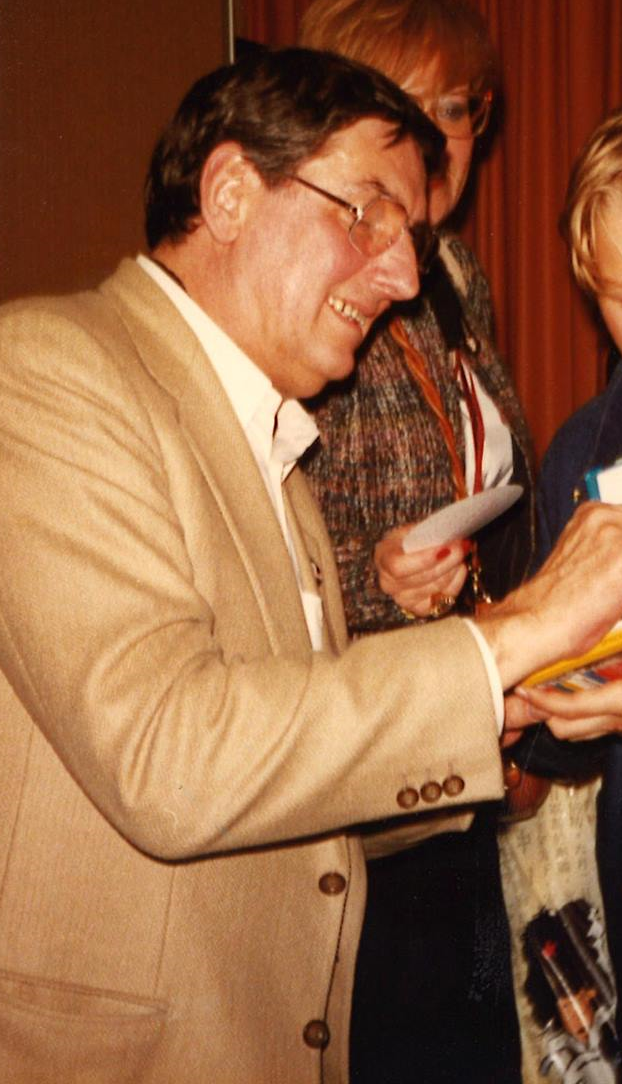
André Franquin (1983)

Von 1982 bis 1985 konnte Franquin aufgrund seiner schweren Depressionen nicht arbeiten. Im unregelmäßigen Zeichenstil der ab 1986 entstandenen letzten Gaston-Seiten spiegelt sich der wechselnde Gemütszustand Franquins wider: in einigen Gags ruhige, geradezu vorsichtig gezeichnete Linien, die die Dynamik früherer Zeiten vermissen lassen, in anderen Gags ein augenscheinlich von Depressionen und Krankheitsanfällen herrührender zittriger, „klecksiger“ Stil.
Da Franquin die Rechte an der Figur des Marsupilamis behalten hatte, setzte er ab 1987 für den Zeichner Batem Die Abenteuer des Marsupilami in Szene. Unter den diversen Autoren der Serie befanden sich Greg und vor allem Yann le Pennetier (Pseudonym: Yann), der die besten Szenarios beisteuerte. Insgesamt durchaus unterbewertet, konnte die Serie ihr Potential durch die relative Begrenztheit der Titelfigur allerdings nie voll ausschöpfen. Ironischerweise agierte das Marsupilami in seiner eigenen Serie oft als Nebenfigur, was auf Unverständnis bei den Spirou-Fans stieß. Die Rechte für das Marsupilami lagen vorübergehend bei Disney, doch Franquin erwarb die Rechte wieder zurück, da er darüber verärgert war, dass der Disney-Konzern das Konzept völlig verändert hatte. 
Zu einem den düsteren Schwarzen Gedanken völlig konträren Spätwerk gerieten 1990 Die Tifous, fröhliche, fürs Fernsehen entstandene Irrwichtel, von denen auch ein Album mit Skizzen (u. a. für das Filmdrehbuch) entstand.
André Franquin starb zwei Tage nach seinem 73. Geburtstag in der Nacht vom 4. auf den 5. Januar 1997 in Nizza an Herzversagen. Franquins Ehefrau Liliane verstarb am 28. Januar 2007.

## Nachwirkung
André Franquin wird heute in einem Atemzug mit den ganz großen Comic-Künstlern wie Carl Barks oder Hergé genannt. Er beeinflusste gemeinsam mit Hergé eine ganze Zeichner-Generation in Frankreich und Belgien und gilt neben Hergé, Goscinny, Maurice Tillieux, Peyo, Roba und Morris als einflussreichster Vertreter des frankobelgischen Comic. Auf die Frage, welche Künstler und Comics ihn beeinflussten, gab Franquin Popeye, Walt Disney, Jijé und Snuffy Smith an.
Für seine Arbeiten erhielt er in vielen Ländern Europas und in Amerika Auszeichnungen. 1974 war der Künstler der erste Preisträger des renommierten Grand Prix de la Ville d’Angoulême, verliehen auf dem Festival International de la Bande Dessinée d’Angoulême. 1996 erhielt er den Max-und-Moritz-Sonderpreis „für ein herausragendes Lebenswerk“  anlässlich des Comic Salons in Erlangen. 2005 belegte Franquin den 18. Platz bei einer wallonischen Umfrage zu den bedeutendsten Belgiern aller Zeiten.